# Zeilen op de Olympische Zomerspelen 2012 – 49er mannen
De 49er bij de mannen tijdens de Olympische Zomerspelen 2012 was een zeilonderdeel dat gehouden werd van 30 juli tot en met 8 augustus. Er werd gezeild voor de kust van Weymouth and Portland en bij de National Sailing Academy van Weymouth en Portland. Het onderdeel werd gewonnen door het Australische koppel Outteridge en Jensen voor de Nieuw-Zeelanders Burling en Tuke die het zilver pakte. Het brons werd gewonnen door de Denen Nørregaard en Lang.

## Opzet
Alle twintig deelnemende teams moesten vijftien wedstrijden zeilen. Na iedere race werden punten verdeeld. Eén punt voor de eerste boot, twee punten voor de tweede boot, enzovoort tot twintig punten voor de twintigste boot. Als een boot niet de finish bereikte werden er eenentwintig punten toegekend. Het slechtste resultaat over vijftien races werd geschrapt.
De tien eerste boten na vijftien races gingen door naar de medal race. Daarin zijn dubbele punten te behalen. Boot een krijgt twee punten, boot twee krijgt er vier, enzovoort. Vervolgens wordt de einduitslag opgemaakt uit de tien boten die de medal race voeren. De boot met het laagste puntenaantal wint gevolgd door de boot met het op een na laagste aantal, enzovoort.

## Schema
| Datum           | Tijd (UTC+1)      | Race                   |
| --------------- | ----------------- | ---------------------- |
| 30 juli 2012    | 12:00 13:00       | Race 1 Race 2          |
| 31 juli 2012    | 12:00 12:50       | Race 3 Race 4          |
| 1 augustus 2012 | 12:00 12:50       | Race 5 Race 6          |
| 2 augustus 2012 | 12:00 12:50       | Race 7 Race 8          |
| 3 augustus 2012 | 13:30 14:30 15:30 | Race 9 Race 10 Race 11 |
| 5 augustus 2012 | 14:30 15:20       | Race 12 Race 13        |
| 6 augustus 2012 | 15:00 16:00       | Race 14 Race 15        |
| 8 augustus 2012 | 13:00             | Medal race             |

## Uitslag
| Rang                               | Boot                                  | Land | Races  | Races | Races | Races  | Races  | Races | Races | Races  | Races | Races  | Races | Races | Races | Races | Races  | Races | Punten | Punten |
| Rang                               | Boot                                  | Land | 1      | 2     | 3     | 4      | 5      | 6     | 7     | 8      | 9     | 10     | 11    | 12    | 13    | 14    | 15     | MR    | Totaal | Netto  |
| ---------------------------------- | ------------------------------------- | ---- | ------ | ----- | ----- | ------ | ------ | ----- | ----- | ------ | ----- | ------ | ----- | ----- | ----- | ----- | ------ | ----- | ------ | ------ |
| Goud                               | Nathan Outteridge Iain Jensen         | AUS  | 8      | 1     | 2     | 4      | 2      | 1     | 10    | 6      | 9     | 5      | 4     | 1     | 1     | 1     | 3      | 8     | 66     | 56     |
| Zilver                             | Peter Burling Blair Tuke              | NZL  | 9      | 7     | 1     | 7      | 3      | 5     | 9     | 11     | 7     | 2      | 1     | 2     | 15    | 6     | 6      | 4     | 95     | 76     |
| Brons                              | Allan Nørregaard Peter Lang           | DEN  | 2      | 4     | 14    | 6      | 16     | 15    | 5     | 7      | 13    | 6      | 16    | 4     | 4     | 3     | 9      | 6     | 130    | 114    |
| 4                                  | Nico Delle Karth Nikolaus Resch       | AUT  | 10     | 15    | 6     | 5      | 5      | 16    | 4     | 19     | 4     | 9      | 6     | 17    | 11    | 4     | 4      | 2     | 137    | 118    |
| 5                                  | Stevie Morrison Ben Rhodes            | GBR  | 12     | 12    | 3     | 18     | 4      | 2     | 1     | 1      | 17    | 4      | 20    | 13    | 3     | 17    | 7      | 10    | 144    | 124    |
| 6                                  | Emmanuel Dyen Stephane Christidis     | FRA  | 1      | 9     | 9     | 12     | 1      | 10    | 12    | 13     | 10    | 21 OCS | 2     | 5     | 10    | 7     | 14     | 12    | 148    | 127    |
| 7                                  | Lauri Lehtinen Kalle Bask             | FIN  | 19     | 18    | 4     | 11     | 6      | 8     | 2     | 2      | 1     | 11     | 3     | 11    | 15    | 11    | 3      | 20    | 148    | 129    |
| 8                                  | Bernardo Freitas Francisco Andrade    | POR  | 7      | 2     | 10    | 9      | 10     | 6     | 13    | 5      | 8     | 12     | 9     | 10    | 5     | 14    | 15     | 14    | 149    | 134    |
| 9                                  | Giuseppe Angilella Gianfranco Sibello | ITA  | 14     | 11    | 13    | 10     | 11     | 7     | 8     | 12     | 15    | 3      | 13    | 18    | 9     | 5     | 1      | 16    | 166    | 148    |
| 10                                 | Jonas von Geijer Niclas Düring        | SWE  | 5      | 3     | 12    | 8      | 17     | 4     | 14    | 3      | 16    | 8      | 19    | 6     | 18    | 10    | 11     | 18    | 172    | 153    |
| Niet gekwalificeerd voor medalrace |                                       |      |        |       |       |        |        |       |       |        |       |        |       |       |       |       |        |       |        |        |
| 11                                 | Tobias Schadewaldt Hannes Baumann     | GER  | 17     | 5     | 20    | 19     | 15     | 9     | 7     | 14     | 3     | 1      | 10    | 9     | 12    | 13    | 8      |       | 162    | 142    |
| 12                                 | Iker Martínez Xabier Fernández        | ESP  | 15     | 6     | 7     | 3      | 14     | 18    | 3     | 15     | 12    | 14     | 8     | 14    | 8     | 15    | 12     |       | 164    | 146    |
| 13                                 | Łukasz Przybytek Pawel Kolodzinski    | POL  | 11     | 14    | 11    | 13     | 8      | 3     | 15    | 10     | 5     | 13     | 11    | 12    | 7     | 18    | 13     |       | 164    | 146    |
| 14                                 | Ryan Seaton Matt McGovern             | IRL  | 4      | 8     | 15    | 2      | 12     | 19    | 11    | 9      | 14    | 7      | 15    | 7     | 13    | 16    | 16     |       | 168    | 149    |
| 15                                 | Erik Storck Trevor Moore              | USA  | 6      | 10    | 16    | 1      | 7      | 13    | 20    | 18     | 2     | 17     | 5     | 20    | 17    | 8     | 17     |       | 177    | 157    |
| 16                                 | Gordon Cook Hunter Lowden             | CAN  | 3      | 16    | 5     | 17     | 9      | 17    | 16    | 8      | 11    | 16     | 7     | 8     | 20    | 9     | 21 DNF |       | 183    | 162    |
| 17                                 | Pavle Kostov Petar Cupać              | CRO  | 13     | 17    | 8     | 15     | 13     | 14    | 17    | 4      | 19    | 15     | 17    | 3     | 14    | 12    | 19     |       | 200    | 181    |
| 18                                 | Yukio Makino Kenji Takahashi          | JPN  | 16     | 13    | 17    | 14     | 18     | 11    | 18    | 16     | 18    | 18     | 14    | 15    | 6     | 2     | 10     |       | 206    | 188    |
| 19                                 | Jesse Kirkland Alexander Kirkland     | BER  | 21 DNF | 19    | 18    | 21 DNF | 21 DNF | 12    | 6     | 21 DNF | 6     | 10     | 12    | 19    | 2     | 19    | 18     |       | 225    | 204    |
| 20                                 | Dionysios Dimou Mike Pateniotis       | GRE  | 18     | 20    | 19    | 16     | 19     | 20    | 19    | 17     | 20    | 19     | 18    | 16    | 16    | 20    | 5      |       | 262    | 242    |

Afkortingen
OCS; Valse of verkeerde start (Engels: On course side)
DSQ; Gediskwalificeerd (Engels: Disqualified)
DNF; Niet gefinisht (Engels: Did Not Finish)
DNS; Niet gestart (Engels: Did Not Start)
BFD; Gediskwalificeerd (Engels: Black Flag Disqualification)